# Villeneuve-sur-Cher
Villeneuve-sur-Cher – miejscowość i gmina we Francji, w Regionie Centralnym, w departamencie Cher.
Według danych na rok 1990 gminę zamieszkiwało 425 osób, a gęstość zaludnienia wynosiła 16 osób/km² (wśród 1842 gmin Regionu Centralnego Villeneuve-sur-Cher plasuje się na 739. miejscu pod względem liczby ludności, natomiast pod względem powierzchni na miejscu 439.).